# Stenodesmus tuobitus
Stenodesmus tuobitus är en mångfotingart som först beskrevs av Chamberlin 1910.  Stenodesmus tuobitus ingår i släktet Stenodesmus och familjen Xystodesmidae. Inga underarter finns listade i Catalogue of Life.